# Gemeindeverwaltungsverband Hardheim-Walldürn
Der GVV Hardheim-Walldürn ist ein Gemeindeverwaltungsverband im Neckar-Odenwald-Kreis in Baden-Württemberg und befindet sich im Naturpark Neckartal-Odenwald und UNESCO Geo-Naturpark Bergstraße-Odenwald.

## Geschichte
Zur Verbesserung der interkommunalen Zusammenarbeit hat Anfang des Jahres 1973 der damalige Bürgermeister der Stadt Walldürn, Alfred Hübner, mit Vertretern der Gemeinden Hardheim, Höpfingen, Hainstadt, Hettingen, Rinschheim, Buchen und Mudau die Einrichtung von Verwaltungsgemeinschaften diskutiert. Man kam überein, dass solche Verwaltungsgemeinschaften ein beachtliches Gewicht im Odenwaldkreis (frühere Bezeichnung des Neckar-Odenwald-Kreises) haben würden und Gegenpole zum wirtschaftlichen Schwerpunkt des Elz-Mündungsraumes sein könnten.
In einer weiteren Beratung im Rathaus in Höpfingen, an der neben den Bürgermeistern von Walldürn, Hardheim und Höpfingen auch Vertreter der Gemeinderatsgremien teilnahmen, wurden erste konkrete Ergebnisse zur Bildung eines Gemeindeverwaltungsverbandes zwischen den Gemeinden Hardheim und Höpfingen und der Stadt Walldürn erzielt.
Es wurden verschiedene Vorschläge über die Bezeichnung des Verbandes, dessen Sitz und die von den einzelnen Gemeinden zu erledigenden Aufgaben gemacht. Zu offiziellen Gesprächen traf man sich erst fast ein ganzes Jahr später, am 4. Februar 1974. Bei diesem Gespräch berichtete Bürgermeister Hübner in Höpfingen den Abordnungen aus Hardheim, Höpfingen und Walldürn über Gespräche mit dem Innenministerium Baden-Württemberg in Stuttgart. Er habe den Hinweis erhalten, dass noch vor dem 13. Februar 1974 die Sitzfrage des Gemeindeverwaltungsverbandes gelöst werden müsste, da die Gesetzesvorlage am 15. Februar 1974 im Plenum des Landtags eingebracht werden muss.
Nach dem plötzlichen Tod von Bürgermeister Alfred Hübner wurden die Verhandlungen über die Bildung eines Gemeindeverwaltungsverbandes von dem damals bestellten Amtsverweser Robert Hollerbach weitergeführt. Am 9. September 1974 stellten die Verbandsgemeinden gemeinsam einen Antrag beim Innenministerium, die Feststellung der Erfüllung der Voraussetzungen für eine Untere Verwaltungsbehörde bezüglich des Gemeindeverwaltungsverbandes Hardheim-Walldürn zu treffen und stimmten der Bildung einer solchen für den Verband ausdrücklich zu. Dieses Schreiben wurde von den Bürgermeistern Karl Schell und Ernst Hornberger sowie von Amtsverweser Robert Hollerbach unterzeichnet.
Das Innenministerium hat auf diesen Antrag mit Erlass vom 16. Dezember 1974 mitgeteilt: Die Landesregierung hat durch Beschluss vom 10. Dezember 1974 festgestellt, dass der Gemeindeverwaltungsverband Hardheim-Walldürn die Voraussetzungen des § 14 a Abs. 1 Satz 1 des Landesverwaltungsgesetzes erfüllt. Dieser Beschluss wurde im Gesetzblatt von Baden-Württemberg vom 20. Dezember 1974 bekannt gemacht.
Der Gemeindeverwaltungsverband Hardheim-Walldürn wurde zum 1. Januar 1975 mit der Unteren Verwaltungsbehörde in Dienst gestellt.
Sitz des Verwaltungsverbands ist Walldürn, die Verbandsverwaltung ist im Verwaltungsgebäude Friedrich-Ebert-Straße 11 in Walldürn untergebracht. Aufgrund des aktuellen Regionalplans der Metropolregion Rhein-Neckar bildet die Stadt Walldürn zusammen mit der Gemeinde Hardheim ein kooperierendes Unterzentrum.
Am 18. Dezember 2015 feierte der Gemeindeverwaltungsverband Hardheim-Walldürn im Rahmen eines Festaktes in der Hardheimer Erftalhalle sein 40-jähriges Bestehen.

## Mitgliedsgemeinden
- Walldürn
- Höpfingen
- Hardheim

## Aufgaben
Der Gemeindeverwaltungsverband übernimmt für die Gemeinden zahlreiche Aufgaben, entweder in deren Namen für die Mitgliedsgemeinden oder in eigener Zuständigkeit anstelle der Mitgliedsgemeinden. Er hat die Zuständigkeit als
- Untere Baurechtsbehörde,
- Untere Straßenverkehrsbehörde,
- Untere Denkmalschutzbehörde,
- Untere Verwaltungsbehörde,
- technische Angelegenheiten bei der verbindlichen Bauleitplanung,
- Durchführung von Bodenordnungsmaßnahmen,
- Maßnahmen nach dem Städtebauförderungsgesetz,
- die Planung, Bauleitung und örtliche Bauaufsicht bei den Vorhaben des Hoch- und Tiefbaus,
- Unterhaltung und Ausbau der Gewässer II. Ordnung,
- vorbereitende Bauleitplanung,
- Träger der Straßenbaulast bei Gemeindeverbindungsstraßen,
- Gutachterausschuss,
- Planung und Erschließung eines gemeinsamen Industrieparks (VIP) auf der Gemarkung Walldürn,
- Konversion militärischer Liegenschaften im Verbandsgebiet und
- Geo-Tourismus.

## Verwaltungsgliederung
Die Verbandsverwaltung ist gegliedert in
- I – Verbandsvorsitzender
- II – Geschäftsführung
- II a – Wirtschaftsförderung, Kämmerei, Konversion
- II b – Untere Verwaltungsbehörde
- II c – Bauordnungsamt, Gutachterausschuss
- II d – Geo-Tourismus und Geopark
- II e – Verbandsbauamt

## Verbandsversammlung
Hauptorgan des Verbands ist die Verbandsversammlung. Sie besteht aus den Bürgermeistern der drei Mitgliedsgemeinden und 19 weiteren Vertretern, von denen
- sechs auf die Gemeinde Hardheim,
- drei auf die Gemeinde Höpfingen und
- zehn auf die Stadt Walldürn entfallen.

Abstimmungen und Wahlen erfolgen nach dem Gebot der einheitlichen Stimmabgabe.

## Verbandsvorsitzender
Der Verbandsvorsitzende und zwei Stellvertreter werden in der ersten Sitzung der Verbandsversammlung nach jeder regelmäßigen Neubestellung der Vertreter der Verbandsversammlung gewählt. Dies erfolgt nach der Kommunalwahl in Baden-Württemberg. Seit Gründung des Gemeindeverwaltungsverbandes war der Verbandsvorsitzende immer der Bürgermeister der Stadt Walldürn.
Die aktuelle Vorsitzende und seine Stellvertreter:
- Vorsitzender – Bürgermeister Markus Günther, Walldürn
- 1. Stellvertreter – Bürgermeister Volker Rohm, Hardheim
- 2. Stellvertreter – Bürgermeister Adalbert Hauck, Höpfingen